# Municipio de Vega de Alatorre
El municipio de Vega de Alatorre  se encuentra ubicado en la zona centro del Estado de Veracruz en la región totonaca, es uno de los 212 municipios de la entidad. Está ubicado en las coordenadas 20°02” latitud norte y 96°57” longitud oeste. Su cabecera es la localidad de Vega de Alatorre.
El municipio lo conforman 65 localidades en las que habitan un total de 18.507 personas, es categorizado como semiurbano.
Vega de Alatorre tiene un clima regularmente cálido y con abundantes lluvias en verano y algunas más en otoño. 
La cabecera municipal, Vega de Alatorre, celebra su tradicional feria del 24 al 26 de julio, en honor a Santa Ana, en el parque principal del poblado. En la primera quincena de mayo, en la localidad de Emilio Carranza se celebra la Expo-Feria regional, ganadera y artesanal.

## Geografía

### Límites municipales
Tiene límites administrativos con los siguientes municipios y/o accidentes geográficos, según su ubicación.
| Noroeste: Nautla         | Norte: Golfo de México  | Nordeste: Golfo de México |
| Oeste: Colipa y Misantla |                         | Este: Golfo de México     |
| Suroeste: Misantla       | Sur: Juchique de Ferrer | Sureste: Alto Lucero      |

## Orografía
Se sitúa en la zona central del estado de Veracruz sobre las estribaciones de la Sierra de Chiconquiaco.

## Clima
Su clima es cálido-húmedo (húmedo tropical), con una temperatura media anual de 24 °C; su precipitación pluvial media anual es de 1369 mm, las lluvias y vientos se registran en varias formas de acuerdo a la relación y situación con el nivel del mar y su clima, predominan los nortes, vientos comunes en todo el Golfo de México, acompañado con lluvias así como brisas en primavera y verano.

## Flora
La vegetación que encontramos es de tipo selva mediana subperennifolia en planos ondulados.

## Fauna
Existe aún una gran variedad de animales silvestres, entre los que se encuentran: ardilla, codorniz, conejo, coyote, gaviota, golondrina, iguana verde, mapache, zorrillo, venados, jaguarundi (onza) y una gran variedad de insectos.

## Suelo
Su suelo es de tipo coluvial é in-situ, se caracteriza por su textura arcillo-arenosa y arcillosa, con tonalidad gris oscuro y susceptibilidad a la erosión.

## Actividades culturales
En los primeros días de marzo se lleva a cabo la cabalgata estatal, la cual cada año aumenta su número de participantes (se utiliza para aumentar votantes), en las que siempre se esperan más de 3 mil cabalgantes por año. 
En la primera quincena de mayo, se celebra la Expo-Feria regional, ganadera y artesanal.
La santa patrona del pueblo de Vega de Alatorre, Señora Santa Ana es celebrada el 26 de julio. La feria dura aproximadamente 4 días.
En época de vacaciones de Semana Santa se realiza un carnaval de gran diversidad, haciendo estas vacaciones sumamente placenteras para turistas y locales.

## Religión
En Vega de Alatorre existen diversos grupos y templos religiosos, cuenta con una iglesia católica, varios templos evangélicos así como la agrupación de los Testigos de Jehová.
El atractivo principal lo conforma Playa Navarro, así como la desembocadura de un riachuelo que forma una alberca natural poco profunda. Otras playas de la zona son Barra de San Agustín, Punta Delgada y El Morro. La llamada "Playa Lechuguillas" es una playa tranquila, cuyo principal atractivo es la desembocadura de un riachuelo, el cual forma una alberca natural de pocos metros de profundidad y que por el tipo de vegetación que abunda en su ribera, es que se le ha considerado un estero. La Playa Lechuguillas es el sitio ideal para quienes gustan de la soledad. Cuenta con lugar suficiente para acampar, Cuenta con servicios de gasolineras cercanas y también pueden trasladarse a Carranza cerca de este pueblo, se encuentra Punta Villa Rica, es un sitio histórico donde vale la pena detenerse, pues la tradición dice que fue en sus aguas donde Hernán Cortés hundió sus naves para después construir con sus propias manos, la primera población y Ayuntamiento de la Nueva España, realmente interesante.
Esta punta es una porción de tierra que se adentra en el mar y forma a su lado una pequeña ensenada de aguas quietas, casi sin oleaje, de un verde que transparenta en las partes bajas. Sin duda, otros de los atractivos para los visitantes, lo conforman las colinas de arena que se forman junto a la playa, las cuales semejan un diminuto desierto a la orilla del mar. Otro gran atractivo es visitar el Centro Tortuguero que se encarga de recoger los huevos de tortuga para colocarlos en incubadoras ubicadas en áreas dentro de sus instalaciones para rescatarlos de sus depredadores y poder así lograr su nacimiento y posteriormente liberarlas.

## Clima
Su clima es cálido-regular, con una temperatura media anual de 23.9 °C.

## Actividades
El atractivo principal lo conforma Playa Navarro, así como la desembocadura de un estero que forma una alberca natural poco profunda. Otras playas de la zona son Barra de San Agustín. La llamada "Playa Lechuguillas" es una playa tranquila, cuyo principal atractivo es la desembocadura de un riachuelo, el cual forma una alberca natural de pocos metros de profundidad y que por el tipo de vegetación que abunda en su ribera, es que se le ha considerado un estero. La Playa Lechuguillas es el sitio ideal para quienes gustan de la soledad. Cuenta con lugar suficiente para acampar, se cuentan con servicios de gasolineras cercanas. Cerca a este pueblo, se encuentra Punta Villa Rica, es un sitio histórico donde vale la pena detenerse, pues la tradición dice que fue en sus aguas donde Hernán Cortés hundió sus naves para después construir con sus propias manos, la primera población y Ayuntamiento de la Nueva España, realmente interesante. Esta punta es una porción de tierra que se adentra en el mar y forma a su lado una pequeña ensenada de aguas quietas, casi sin oleaje, de un verde que transparenta en las partes bajas. Sin duda, otros de los atractivos para los visitantes, lo conforman las colinas de arena que se forman junto a la playa, las cuales semejan un diminuto desierto a la orilla del mar. Otro gran atractivo es visitar el Centro Tortuguero que se encarga de recoger los huevos de tortuga para colocarlos en incubadoras ubicadas en áreas dentro de sus instalaciones para rescatarlos de sus depredadores y poder así lograr su nacimiento y posteriormente liberarlas.

## Hermanamientos
- Castilla-La Mancha Yepes (2018)[5]